# Antosin (województwo mazowieckie)
Antosin – wieś w Polsce położona w województwie mazowieckim, w powiecie sochaczewskim, w gminie Rybno. Ma status sołectwa.
| SIMC    | Nazwa         | Rodzaj    |
| ------- | ------------- | --------- |
| 0736534 | Parcel-Giżyce | część wsi |

Miejscowość utworzona w połowie XIX wieku na obszarze wykarczowanym z lasu należącego do dóbr Giżyce. 
W latach 1975–1998 miejscowość administracyjnie należała do województwa skierniewickiego.
Sołectwo 31 grudnia 2013 roku liczyło 105 mieszkańców.